# Гунченко Антоніна Василівна
Антоніна Василівна Гунченко, у шлюбі Селескеріді (нар. 3 липня 1924, Одеса — пом. 10 березня 2004, Москва) — радянська та російська драматична акторка, артистка московського театру імені Є. Вахтангова; Заслужена артистка Російської РФСР (1968).

## Життєпис
Антоніна Гунченко у 1945 році вступила до московського театрального Щукінського училища, яке закінчила в 1949 році. Навчалась у класі педагогині Ганни Орочко.
Відразу по закінченню театрального училища була прийнята до трупи театру імені Є. Вахтангова, де пропрацювала до кінця творчої кар'єри: 1949—1995 рр., пішовши на пенсію. 45 років вона працювала на одній сцені, ставши однією з ведучих акторок. А ось в кіно знімалася рідко, бо була зайнята на сцені свого театру. У січні 1968 року була удостоєна звання Заслужена артистка Російської РФСР.
Померла 2004 року після другого інфаркту. Похована у Москві на Ваганьківському кладовищі.

## Ролі в театрі
- 1948 — «Напередодні» Івана Тургенєва (кер. пост. Рубен Симонов, Олександр Габович, співпостановниця Ганна Орочко, художник Володимир Дмитрієв) — Олена (вступ)[2]
- 1950 — «Перші радощі» Костянтина Федіна — Ліза Мєшкова[3]
- 1952 — «Два веронці» Вільяма Шекспіра. Режисери: Ганна Орочко та Євгеній Симонов — Джулія[4]
- 1956 — "Філумена Мартурано" Едуардо де Філіппо — Діана[5]
- 1956 — «Шостий поверх» Альбера Жері. Режисери: Микола Гриценко, Діна Андрєєва, Володимир Шлезінгер — Жанна
- 1956 — «Фома Гордєєв» Максима Горького. Режисер: Рубен Симонов — Павлінька
- 1957 — «Місто на зорі», п'єса арбузовскої студії. Режисер: Євгеній Симонов — Леля Корнєва
- 1960 — «Дами і гусари» Александера Фредро. Постановка Олександра Ремізова — служниця Юзі
- 1960 — «Дванадцята година» Олексія Арбузова. Режисер: Рубен Симонов — Яніна
- 1960 — «Загибель богів» Анатолія Софронова. Режисер: Євгеній Симонов — Флоренс
- 1962 — «Олексій Бережний» Євгенія Симонова — Валя[6]
- 1965 — «Насмішкувате моє щастя» Леоніда Малюгіна. Режисерка: Олександра Ремізова — Марія Павлівна Чехова[7]
- 1966 — «Конармія» — за розповідями Ісака Бабеля. Режисер: Р. Н. Симонов — Еліза
- 1978 — «Літо в Ноані» Ярослава Івашкевича. Режисер: Аугуст Ковальчик — Жорж Санд
- 1978 — «Чим люди живі» Лева Толстого — Ірина Іллінська
- 1979 — «Тринадцятий голова» Азата Абдулліна — Перша засідателька
- 1992 — «Одруження Бальзамінова»Олександра Островського. Режисер: Аркадій Кац — Бальзамінова

## Ролі в кіно
- 1957 — Поєдинок — повія
- 1958 — Важке щастя — Марія
- 1959 — Місто на зорі — Льоля
- 1968 — Портрет Доріана Грея (телеспектакль) — жінка.

## Родина
- Чоловік: Максим Греков (1922—1965) — актор.